# Кіктєв Віктор Миколайович
Ві́ктор Микола́йович Кі́ктєв (також відомий під сценічним ім'ям Viktor Kee — Ві́ктор Кі) — американський жонглер-еквілібрист українського походження, соліст цирку Cirque du Soleil (Канада).

## Біографія
Віктор Миколайович Кіктєв народився 10 жовтня 1971 року у місті Прилуки Чернігівської області у родині музиканта та танцівниці. Цирковою діяльністю почав займатися у дитячому цирковому колективі «Удай» Палацу культури заводу «Будмаш». У 13 років уже мав власні номери.
З 1989 року навчався у Київській академії естрадного та циркового мистецтва. Згодом перебрався до Франції, де в Парижі на 17-му міжнародному фестивалі циркового мистецтва «Cirgue de Demain» («Цирк майбутнього»), найважливішому змаганні у світі для циркових артистів, у 1994 році отримав срібну медаль.
Під час гастролей у Нью-Йорку за допомогою мільярдера Дональда Трампа, якого вразив своїми виступами, отримав Грінкартку. Підписав контракт з цирком Cirque du Soleil, виступав у шоу Барбари Стрейзанд. У 2003 році отримав нагороду «Срібний Клоун» на Міжнародному цирковому фестивалі в Монте-Карло.

## Благодійна діяльність
Віктор Кіктєв є засновником благодійного фонду. Серед напрямків його діяльності уроки жонглювання для неповносправних дітей (зокрема, сліпих), поїздки до бідних країн, де він проводить майстер-класи для обдарованих, але незаможних дітей, дарує їм весь необхідний реманент. Географія його благодійницьких поїздок охоплює країни Латинської Америки, Японію, Кенію тощо.
Під час Євромайдану Віктор Кіктєв переймався подіями в Україні та на знак підтримки учасників Революції гідності розмалював власний автомобіль українськими національними кольорами і державною символікою. На цьому авто він здійснив поїздку по США, подолавши від Нью-Йорку до Сан-Франциско відстань у 6 000 км. Під час мандрівки Віктор Кі розповідав про події в Україні, збирав гроші для сімей Небесної сотні (усього було зібрано 60 тисяч доларів). Частина зібраних коштів була передана для потреб української армії.